# グレゴリオ・マンサーノ
グレゴリオ・マンサーノ（Gregorio Manzano Ballesteros, 1956年8月5日 - ）は、スペイン・アンダルシア州ハエン県出身のサッカー指導者。
心理学の学士号を所持し、ロッカールームに貼ったメッセージで選手とコミュニケーションを取るなど独特な手法を用いることで知られる。

## 経歴

### 下部リーグの監督時代
地元のハエン県で公立高校の教師として24歳の時に学校のクラブチームを率いたのが彼の指導者としての第一歩である。ハエン市にあるさまざまなクラブを指導し、1990-91シーズンにはテルセーラ・ディビシオン（4部相当）のレアル・ハエンの監督に就任し、そのシーズンは4位で終えた。その後タラベラCFの監督に就任し、1996-97シーズンにはセグンダ・ディビシオンB（3部）で2位につけた。1997-98シーズンはプレーオフの最終日にセグンダ・ディビシオン昇格を逃した。1998年にはCDトレドの監督に就任し、セグンダ・ディビシオン（2部）で7位に到達した。

### プリメーラの監督として
中堅チームを率い、限られた戦力で最大限の結果を出すことを得意とする。1999-2000シーズンはプリメーラ・ディビシオンのレアル・バリャドリードを指揮し、サンティアゴ・ベルナベウでレアル・マドリードに勝利するなど、7位でシーズンを終えた。2000-01シーズンに指揮したラシン・サンタンデールでは、FCバルセロナを4-0で下した。2001-02シーズンはラーヨ・バジェカーノで11位になり、2002-03シーズンはRCDマヨルカの監督に就任した。レアル・マドリードに対して5-1で勝利し、コパ・デル・レイで優勝に導いた。2003-04シーズンはアトレティコ・マドリードから声がかかり、チームを7位に導いた。スペインサッカー協会は代表監督の座にマンサーノを招こうとしたが、彼はマラガCFの監督に就任した。しかしマラガでは不振を極め、2005年1月11日に解任された。
2006年2月、エクトル・クーペル監督の後任としてRCDマヨルカの監督に復帰すると、2007年夏にはアンゲロス・バシナスやボシュコ・ヤンコヴィッチ、2008年夏にはダニエル・グイサやアリエル・イバガサ、2009年夏にはフアン・アランゴやホセ・マヌエル・フラドなど、毎年のように主力選手数人を放出しながらも中位に導いた。2008-09シーズンは前半戦19位と低調な滑り出しだったが、後半戦はリーグ3位の勝ち点を積み重ね、最終的に9位で残留を決めた。2009-10シーズンはホーム19戦で15勝1分3敗と優れた成績を残し、5位でシーズンを終えてUEFAヨーロッパリーグ出場権を獲得したが、クラブ側の厳しい財政事情により、契約を更新せずに退任した。
2010年7月から8月にかけて、日本代表の新監督候補に挙げられていることが報道された。2010年9月26日、成績不振により解任されたアントニオ・アルバレスの後任としてセビージャFC監督に就任した。就任時から順位を2つ上げて5位でシーズンを終え、シーズン終了後に契約満了で退任した。2011年6月8日、1年契約でアトレティコ・マドリード監督に復帰した。しかし、12月22日に成績不振で解任された。
2013年2月5日、RCDマヨルカの監督に就任。同クラブを指揮するのは3度目である。

### 中国スーパーリーグ
2014年、中国に渡り北京国安監督就任。ACLで決勝トーナメント進出、中国スーパーリーグでも優勝争いに絡んだ。
2016年に上海申花監督就任。デンバ・バ、フレディ・グアリン、ジオバンニ・モレーノ、オバフェミ・マルティンス、李帥といった選手を擁し4位でACL2017出場権を獲得した。しかし契約面で拗れ同年限りで退任。
2017年に貴州智誠監督就任。2部から初昇格したチームをリーグ8位に導いた。しかし翌2018年シーズンは11節を消化してわずか1勝しかできず、6月7日に解任された。

## 指導者経歴
- 1983-1985  サンティステバンCF
- 1985-1986  ビジャカリージョ
- 1986-1988  CDリュイトゥルヒ
- 1988-1989  ビジャヌエバ
- 1989-1990  ウベダCF
- 1990-1991  レアル・ハエン
- 1991-1993  マルトスCD
- 1996-1998  タラベラCF
- 1998-1999  CDトレド
- 1999-2000  レアル・バリャドリード
- 2000-2001  ラシン・サンタンデール
- 2001-2002  ラーヨ・バジェカーノ
- 2002-2003  RCDマヨルカ
- 2003-2004  アトレティコ・マドリード
- 2004-2005  マラガCF
- 2006-2010  RCDマヨルカ
- 2010-2011  セビージャFC
- 2011  アトレティコ・マドリード
- 2013  RCDマヨルカ
- 2014-2015  北京国安足球倶楽部
- 2015-2016  上海緑地申花足球倶楽部
- 2017-2018  貴州智誠足球倶楽部

## タイトル

### 指導者

#### クラブ
RCDマヨルカ
- コパ・デル・レイ：2003

#### 個人
- ドン・バロン・アワードリーグ最優秀監督賞：2008
- 中国サッカー協会最優秀監督賞：2014